# Lac Bam
Le lac Bam est un lac du Burkina Faso, situé à proximité de la ville de Kongoussi, dans la province du Bam.
Il est considéré comme étant le plus grand réservoir naturel d’eau de surface au Burkina Faso, avec un bassin versant de 2 610 km2 qui s’étend de Kongoussi à Bourzanga, avec une capacité maximale de stockage d’eau de 41,3 millions de m3. Cependant le lac s'assèche peu à peu, mettant en danger l'agriculture du village voisin, les stocks de poissons et l'abreuvement du bétail. Des travaux de grande ampleur se sont avérés nécessaires.

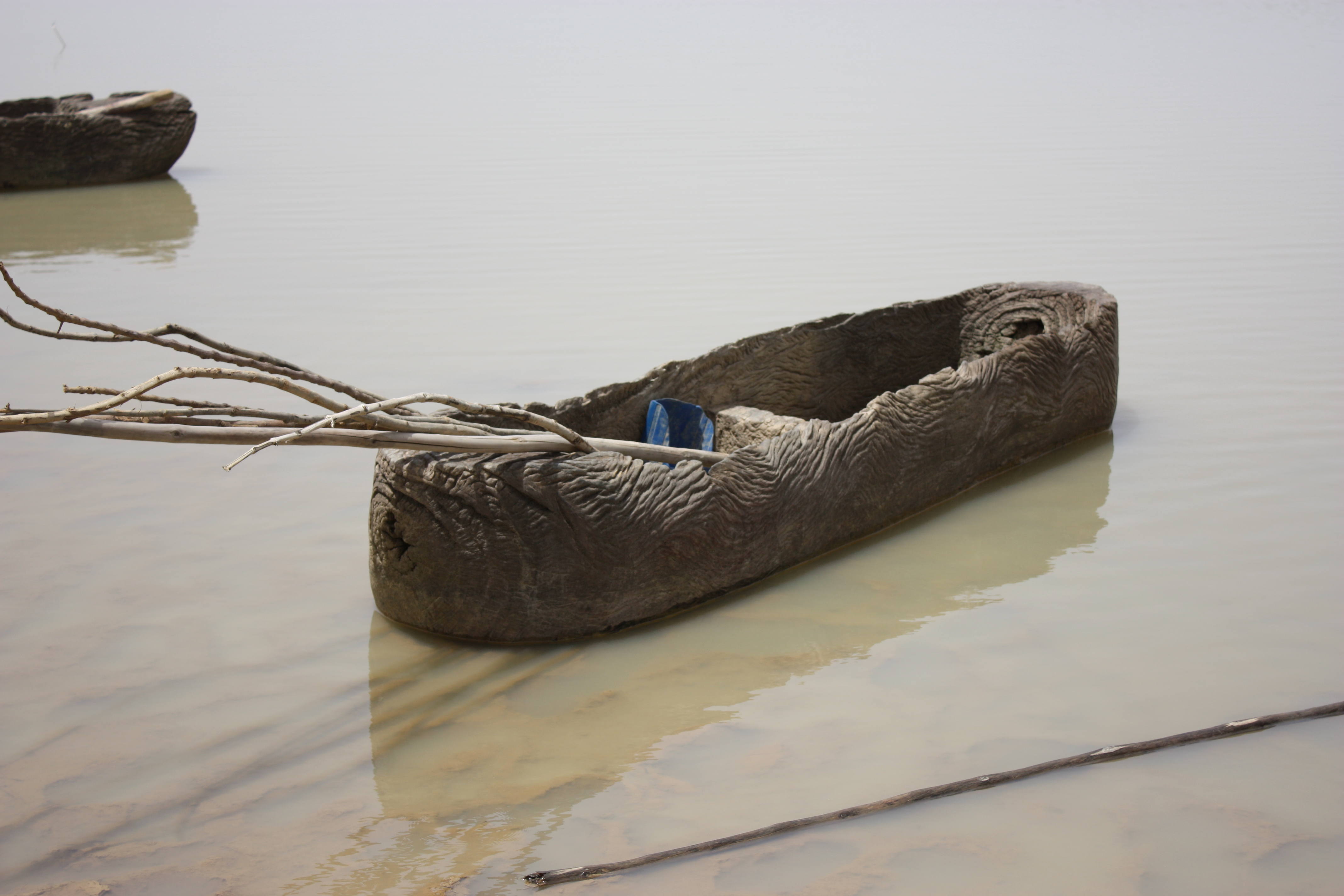
Pirogue monoxyle sur le lac.

Le lac se trouve dans la zone de transition entre les régions phytogéographiques sud sahélienne et nord-soudanienne. Le site abrite une diversité biologique riche et variée ; la savane boisée est dominée par Vitellaria paradoxa, Parkia biglobosa, Tamarindus indica et Bombax costatum. Le site abrite aussi des oiseaux tels que le héron garde-bœufs (Bubulcus ibis) et la bergeronnette printanière (Motacilla flava). Dans le lac, on trouve plusieurs espèces de poissons comme le Tilapia du Nil (Oreochromis niloticus) et Schilbe mystus et l’on y trouve aussi une grande population de crocodiles du Nil. 
Le site assure la subsistance de milliers de personnes dans la province de Bam grâce au maraîchage, à la pêche (on y compte près de 800 pêcheurs) et à l’arboriculture. Ses caractéristiques écologiques dépendent du degré d’exploitation du lac par les populations locales. Petit à petit, le lac s’assèche, ce qui présente un risque pour les stocks de poissons et l’approvisionnement en eau pour les cultures et le bétail. 

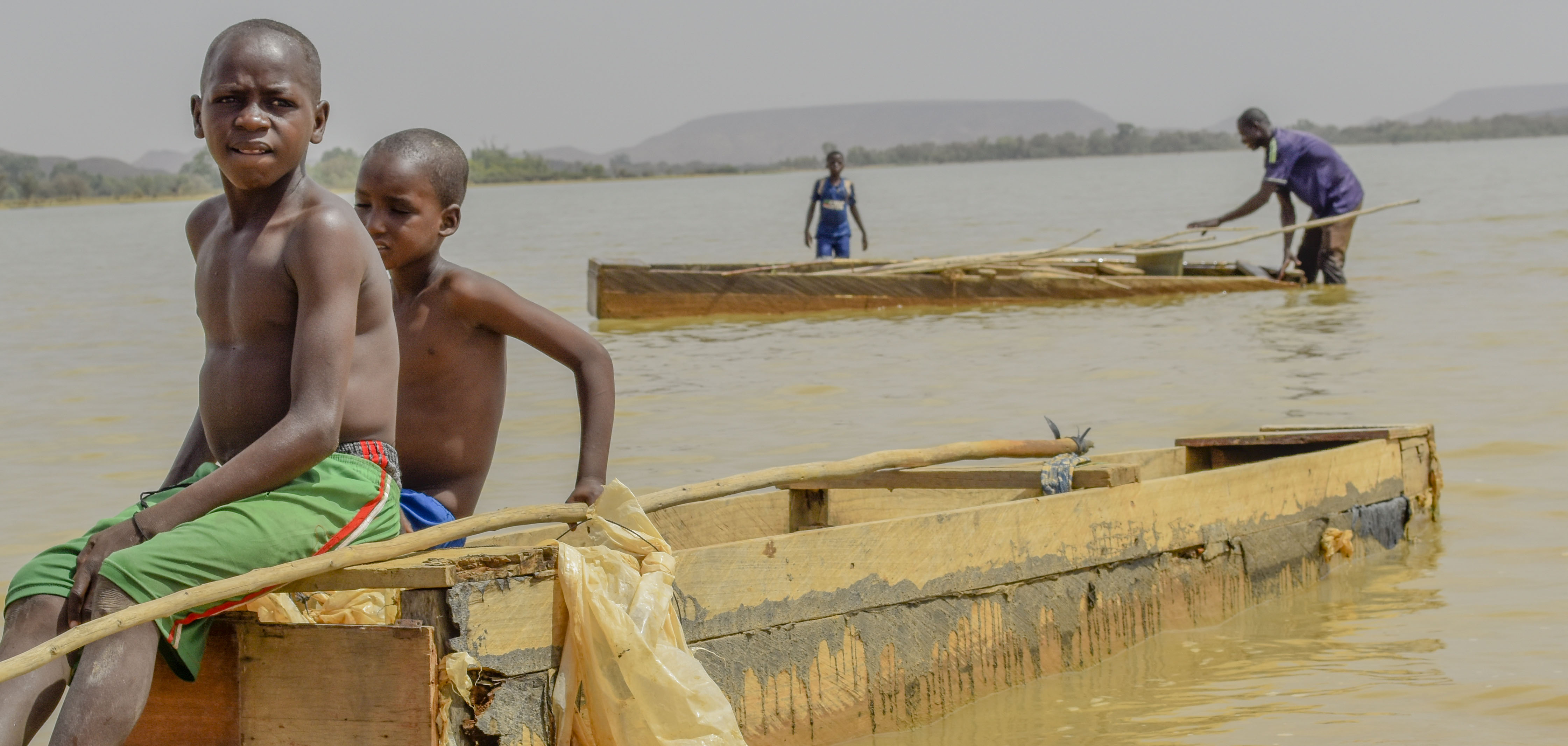
Photo pêcheurs du Lac BAM 01

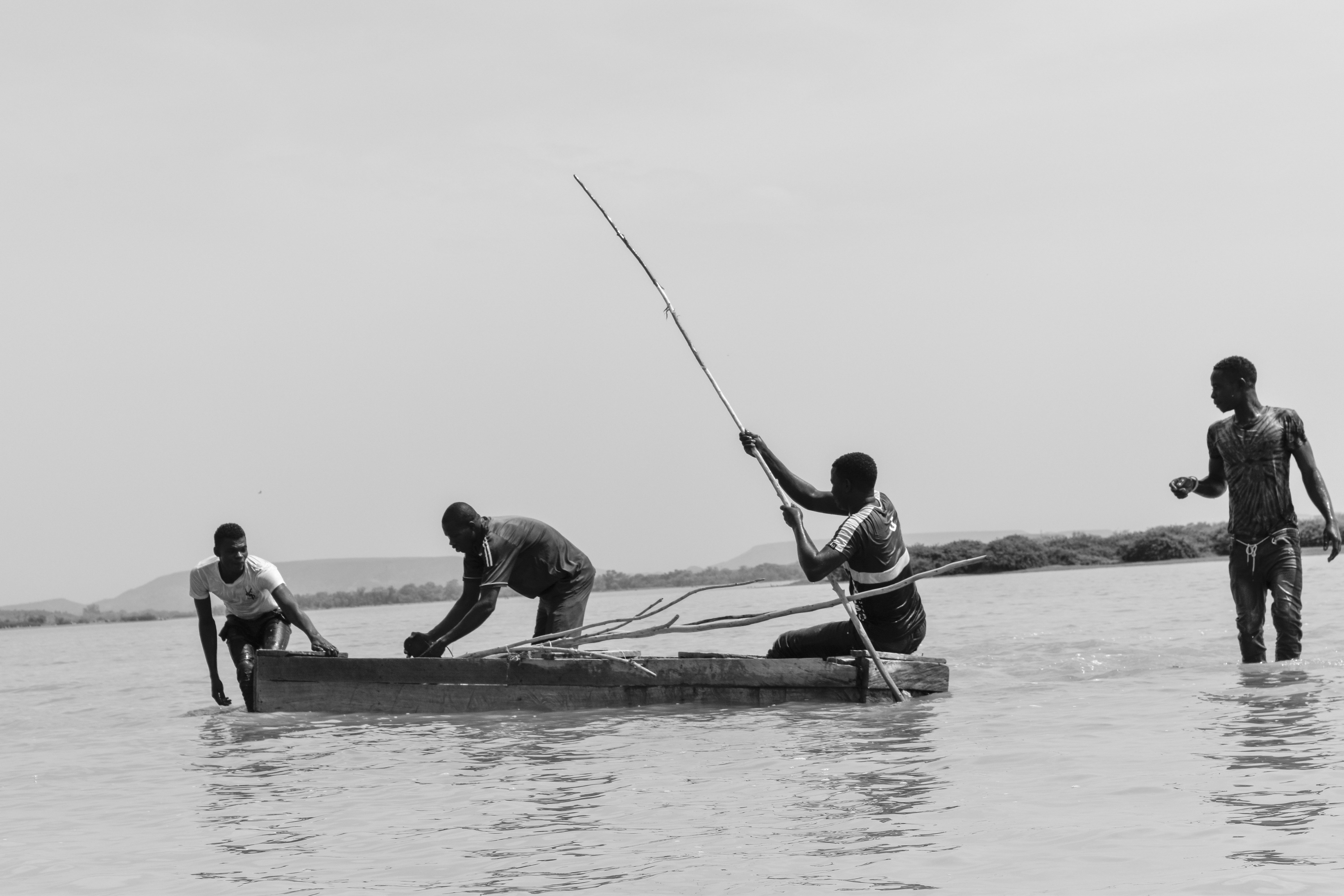
Pêcheurs du Lac BAM

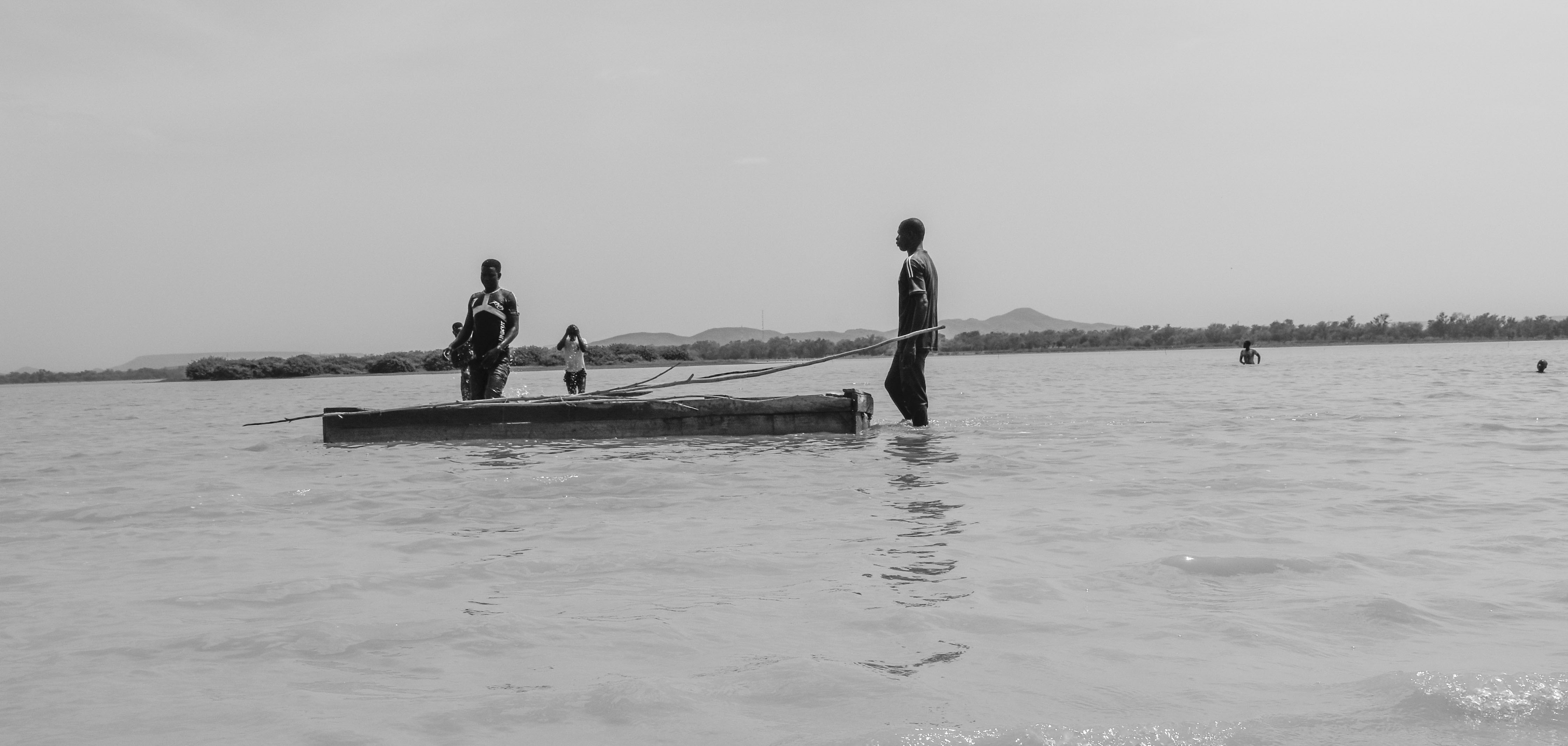
Pêcheurs sur Lac BAM

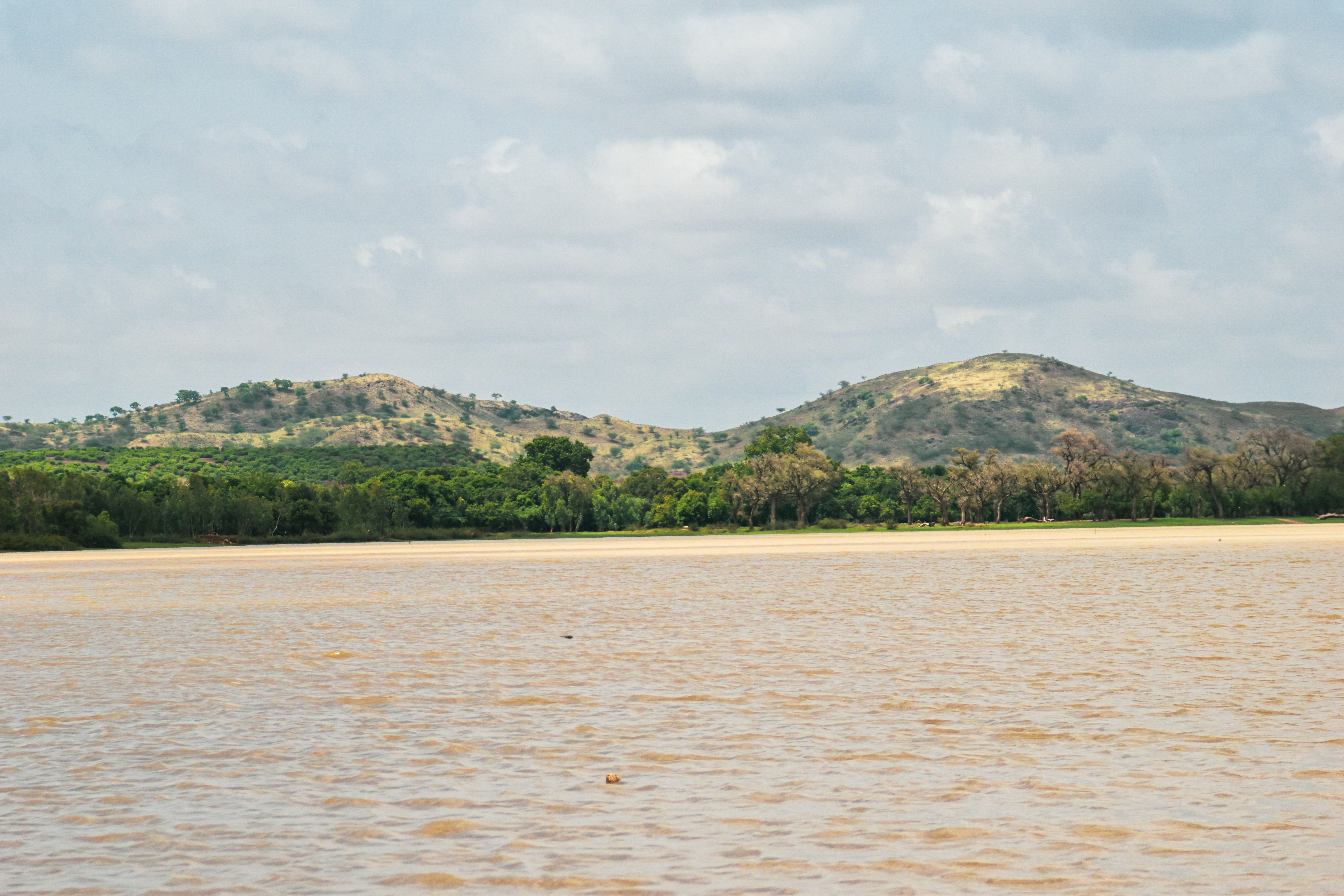
Lac Bam